# 세인트존스 칼리지 (아나폴리스/산타페)
세인트존스 칼리지(영어: St. John's College)는 미국 메릴랜드주 아나폴리스와 뉴멕시코주 산타페에 있는 사립 리버럴 아츠 칼리지이다. 서양 문화의 고전 문학을 읽고 토론하는 교육 과정으로 널리 알려져 있다.
미국에서 가장 오래된 고등 교육 기관 가운데 하나인 세인트존스 칼리지의 전신은 1696년에 세워진 예비 학교인 킹 윌리엄스 학교이다. 1784년에 오늘날의 이름으로 대학 인가를 받았고, 1937년 서양의 철학과 종교, 역사, 수학, 과학, 문학과 관련된 글들을 두고 토론하는 교육 과정을 도입했다.
세인트존스 칼리지에는 학부 과정에 오직 자유과 학사 과정만 있고, 자유과 석사 과정과 인도, 중국, 일본의 고전 문학을 다루는 동양 문학 석사 과정이 있다.

## 역사

### 구제도
세인트존스 칼리지의 역사는 1696년에 세워진 킹 윌리엄스 학교에서부터 시작한다. 1784년 킹 윌리엄스 학교를 흡수한 세인트존스 칼리지가 메릴랜드주로부터 대학 인가를 받았 1785년에 문을 열었다. 세인트존스 칼리지는 초창기에 프리메이슨과 연관이 있었고, 학교 이름이 복음사가 요한에서부터 유래됐다는 추측을 낳았다. 세인트존스 칼리지의 인가서에는 장로교와 성공회, 로마 가톨릭교회 등 학교 설립자들의 다양한 종교와 프리메이슨의 가치인 종교적인 관용을 반영해 '모든 교단의 젊은이들을 자유롭게 받아들일 것'이라고 적혀 있었다. 세인트존스 칼리지의 크기는 항상 작았으며 보통 매년 남성 500여 명 미만이 입학했다.
초창기에 세인트존스 칼리지는 명목적으로는 공립 학교였는데 세인트존스 칼리지의 설립자들은 세인트존스 칼리지가 미래에 계획중인 메릴랜드 대학교의 분교가 될 것이라고 예상했으나 메릴랜드주 의회와 동부 지역의 상대 대학인 워싱턴 칼리지의 무관심으로 이루어지지 않았다. 미국 남북 전쟁이 벌어지는 동안에는 군 병원으로 쓰였다. 1907년에는 볼티모어의 전문 학교들을 포함하는 느슨한 연합체인 '메릴랜드 대학교(University of Maryland)' 소속의 대학이 됐고, 1920년에 메릴랜드 주립 대학이 메릴랜드 대학교가 됐을 때에는 사립 대학이 됐다.
세인트존스 칼리지의 교육 과정은 많은 변화를 겪었다. 처음에는 자유과 과정으로 시작했으나 19세기 후반부터 20세기 초까지는 군사 학교였다.

### 신제도
세인트존스 칼리지는 1936년에 대학 인가를 잃었다. 대공황으로 심각한 재정 위기를 겪게 된 학교 이사회는 완전히 새로운 출발을 하기 위해 교육 혁신가인 스트링펠로우 바와 스코트 뷰캐넌을 초빙했고, 이들은 오늘날까지 이어져 내려오고 있는 교육 과정을 도입했다. 1938년에 미국의 작가 월터 리프먼은 자유과 교육을 칭송하는 논설문을 쓰며 '미래에 사람들은 세인트존스 칼리지를 가리키며 미국 르네상스의 요람이 있었노라고 말할 것'이라고 했다.
1940년 《라이프》에 세인트존스 칼리지의 이야기가 실리며 전국적인 관심을 끌었다. 교수들은 영어로 번역할 수 없었던 고전 문학 작품들을 번역했고, 번역본들은 학생들뿐만 아니라 일반 대중들에게도 팔렸으며, 1941년 세인트존스 칼리지의 서점은 니콜라우스 코페르니쿠스의 《천구의 회전에 관하여》나 클라우디오스 프톨레마이오스의 《알마게스트》 등의 영어 번역본을 구할 수 있는 유일한 곳으로 유명세를 탔다.
제2차 세계 대전으로 인해 남자대학이었던 세인트존스 칼리지는 어려움을 겪었고, 1943년에는 15명, 1945년에는 8명, 1946년에는 3명만 졸업을 했다. 1951년 세인트존스 칼리지는 혼성교육을 시작하며 254년만에 처음으로 여학생들을 받아들였다. 1961년 세인트존스 칼리지의 이사회는 뉴멕시코주 산타페에 두 번째 대학을 세우기로 결정했고, 1963년 4월 22일 기공식을 가졌으며 1964년부터 첫 수업을 시작했다.

## 교육 과정
세인트존스 칼리지 안에서 '신제도'라고 부르는 교육 과정인 고전 문학 토론은 1930년대 중반에 항존주의 이론가였던 스트링펠로우 바와 스코트 뷰캐넌, 로버트 허친스, 모티머 애들러가 시카고 대학교에서 빠르게 바뀌어가는 학부 교육 과정의 대안으로 만들었다. 세인트존스 칼리지는 재정 문제 및 대학의 붕괴 위기를 겪던 1937년에 고전 문학 토론 수업을 도입했다.
학생들은 거의 모두 필수인 4년 교육 과정을 통해 서양 문화의 저명한 철학, 종교, 수학, 과학, 음악, 시, 문학과 관련된 글들을 읽고 토론하며, 토론 기반의 세미나와 연구실 또한 있다. 학생들은 또한 고대 그리스어와 프랑스어를 각각 2년동안 번역하는 연습을 하며, 3년동안 과학 실험을 하고, 1학년 때 합창을 하고 2학년 때 음악을 배운다.

### 필독 고전 목록
고전 목록은 매년 조금씩 달라지고 있으며, 캠퍼스마다 약간의 차이가 있으나 학교 교육 과정의 뿌리로서 기능하고 있다.

#### 1학년
| - 호메로스: 《일리아스》, 《오디세이아》 - 아이스킬로스: 《아가멤논》, 《제주를 바치는 여인들》, 《자비로운 여신들》, 《바위에 묶인 프로메테우스》 - 소포클레스: 《오이디푸스 왕》, 《콜로노스의 오이디푸스》, 《안티고네》, 《필록테테스》, 《아이아스》 - 투키디데스: 《펠로폰네소스 전쟁사》 - 에우리피데스: 《히폴리토스》, 《박코스 여신도들》 - 헤로도토스: 《역사》 - 아리스토파네스: 《구름》, 《개구리》 | - 플라톤: 《메논》, 《고르기아스》, 《국가》, 《소크라테스의 변론》, 《크리톤》, 《파이돈》, 《향연》, 《파르메니데스》, 《테아이테토스》, 《소피스트》, 《티마이오스》, 《파이드로스》 - 아리스토텔레스: 《시학》, 《자연학》, 《형이상학》, 《니코마코스 윤리학》, 《생멸론》, 《정치학》, 《동물의 부분》, 《동물의 발생》 - 에우클레이데스: 《에우클레이데스의 원론》 - 루크레티우스: 《사물의 본성에 관하여》 - 플루타르코스: 《리쿠르고스》, 《솔론》 - 클라우디오스 프톨레마이오스: 《알마게스트》 | - 블레즈 파스칼: 《액체의 평형에 관한 논문집》 - 니코마코스: 《산술론》 - 앙투안 라부아지에: 《화학 원론》 - 윌리엄 하비: 《동물의 심장과 혈액의 운동에 관한 해부학적 연구》 - 소론: 아르키메데스, 다니엘 가브리엘 파렌하이트, 아메데오 아보가드로, 존 돌턴, 스타니슬라오 카니차로, 루돌프 피르호, 에듬 마리오트, 한스 드리슈, 조제프 루이 게이뤼삭, 한스 슈페만, 가이 베클리 스턴스, 조지프 존 톰슨, 드미트리 멘델레예프, 클로드 루이 베르톨레, 조제프 루이 프루스트 |  |

#### 2학년
| - 《타나크》 - 《신약성경》 - 아리스토텔레스: 《영혼론》, 《명제론》, 《분석론》, 《범주론》 - 페르게의 아폴로니오스: 《원뿔 곡선론》 - 베르길리우스: 《아이네이스》 - 플루타르코스: 《카이사르》, 《소 카토》, 《안토니우스》, 《브루투스》 - 에픽테토스: 《어록》, 《편람》 - 타키투스: 《로마 편년사》 - 클라우디오스 프톨레마이오스: 《알마게스트》 - 플로티노스: 《엔네아데스》 - 아우구스티누스: 《고백록》 - 마이모니데스: 《방황하는 사람들을 위한 안내서》 | - 캔터베리의 안셈: 《프로스로기온》 - 토마스 아퀴나스: 《신학 대전》 - 단테 알리기에리: 《신곡》 - 제프리 초서: 《캔터베리 이야기》 - 니콜로 마키아벨리: 《군주론》, 《로마사 논고》 - 니콜라우스 코페르니쿠스: 《천구의 회전에 관하여》 - 요하네스 케플러: 《코페르니쿠스 천문학 개요》 제4권 - 티투스 리비우스: 《로마사》 - 조반니 피에를루이지 다 팔레스트리나: 《교황 마르첼리 미사》 - 미셸 드 몽테뉴: 《수상록》 - 프랑수아 비에트: 《분석기법론》 - 프랜시스 베이컨: 《노붐 오르가눔》 | - 윌리엄 셰익스피어:《리처드 2세》, 《헨리 4세》 1부와 2부, 《템페스트》, 《뜻대로 하세요》, 《햄릿》, 《오셀로》, 《맥베스》, 《리어 왕》, 《셰익스피어의 소네트》 - 르네 데카르트: 《기하학》, 《방법서설》 - 블레즈 파스칼: 《원뿔 곡선론의 일반화》 - 요한 제바스티안 바흐: 《마태오 수난곡》, 인벤션 - 요제프 하이든의 사중주 - 볼프강 아마데우스 모차르트의 오페라 - 루트비히 판 베토벤: 《교향곡 3번》 - 프란츠 슈베르트의 가곡 - 클라우디오 몬테베르디: 《오르페오》 - 이고르 스트라빈스키: 《시편 교향곡》 - 시: 앤드루 마벌, 존 던 및 다른 16세기, 17세기 시 |  |

#### 3학년
| - 미겔 데 세르반테스: 《돈 키호테》 - 갈릴레오 갈릴레이: 《새로운 두 과학》 - 토머스 홉스: 《리바이어던》 - 르네 데카르트: 《제1철학에 관한 성찰》, 《정신 지도의 규칙》 - 존 밀턴: 《실낙원》 - 프랑수아 드 라로슈푸코: 《잠언》 - 장 드 라 퐁텐의 우화 - 블레즈 파스칼: 《팡세》 - 크리스티안 하위헌스: 《빛에 관한 논술》, 《충격에 의한 물체의 움직임》 - 조지 엘리엇: 《미들마치》 - 바뤼흐 스피노자: 《신학정치론》 | - 존 로크: 《통치론》 - 장 라신: 《페드르》 - 아이작 뉴턴: 《자연철학의 수학적 원리》 - 요하네스 케플러: 《코페르니쿠스 천문학 개요》 제4권 - 고트프리트 빌헬름 라이프니츠: 《단자론》, 《형이상학 서설》, 《동역학》, 《철학적 고찰》, 《자연과 은총의 이성적 원리》 - 조너선 스위프트: 《걸리버 여행기》 - 데이비드 흄: 《인간 본성에 관한 논고》 - 장자크 루소: 《사회계약론》, 《인간 불평등 기원론》 - 몰리에르: 《인간 혐오자》 - 애덤 스미스: 《국부론》 | - 이마누엘 칸트: 《순수이성비판》, 《도덕 형이상학의 기초》 - 볼프강 아마데우스 모차르트: 《돈 조반니》 - 제인 오스틴: 《오만과 편견》, 《엠마》 - 리하르트 데데킨트: 《수론에 관하여》 - 《연합규약》 - 《미국 독립선언문》 - 《아메리카 합중국 헌법》 - 알렉산더 해밀턴, 제임스 매디슨, 존 제이: 《연방주의자 논집》 - 마크 트웨인: 《허클베리 핀의 모험》 - 윌리엄 워즈워스: 《서곡》 - 소론: 토머스 영, 브룩 테일러, 레온하르트 오일러, 다니엘 베르누이, 한스 크리스티안 외르스테드, 앙드레마리 앙페르, 마이클 패러데이, 제임스 클러크 맥스웰 |  |

#### 4학년
| - 미국 연방 대법원 판결문 - 요한 볼프강 폰 괴테: 《파우스트》 - 찰스 다윈: 《종의 기원》 - 게오르크 빌헬름 프리드리히 헤겔: 《정신 현상학》', 《대논리학》 - 니콜라이 로바쳅스키: 《평행선론》 - 프란츠 카프카: 《변신》 - 플라톤: 《파이드로스》 - 알렉시 드 토크빌 자작: 《미국의 민주주의》 - 미국의 역사에 관한 문서 - 에이브러햄 링컨의 연설 - 프레더릭 더글러스의 연설 - 쇠렌 키르케고르: 《철학적 단편》, 《두려움과 떨림》 | - 리하르트 바그너: 《트리스탄과 이졸데》 - 카를 마르크스: 《자본론》, 《경제학 철학 수고》, 《독일 이데올로기》 - 표도르 도스토옙스키: 《카라마조프의 형제》 - 레프 톨스토이: 《전쟁과 평화》 - 허먼 멜빌: 《베니토 세레노》 - 플래너리 오코너의 글 - 지그문트 프로이트: 《정신분석학 개요》 - 샤를 보들레르: 《악의 꽃》 - 부커 T. 워싱턴의 글 - W. E. B. 두 보이스: 《흑인의 영혼》 - 에드문트 후설: 《유럽 학문의 위기와 초월론적 현상학》 - 마르틴 하이데거의 글 | - 알베르트 아인슈타인의 글 - 조지프 콘래드: 《어둠의 심연》 - 윌리엄 포크너: 《가거라, 모세》 - 귀스타브 플로베르: 《단순한 마음》 - 버지니아 울프: 《댈러웨이 부인》, 《등대로》 - 시: 윌리엄 버틀러 예이츠, T. S. 엘리엇, 월리스 스티븐스, 폴 발레리, 아르튀르 랭보 - 소론: 마이클 패러데이, 조지프 존 톰슨, 헤르만 민코프스키, 어니스트 러더퍼드, 클린턴 조지프 데이비슨, 에르빈 슈뢰딩거, 닐스 보어, 제임스 클러크 맥스웰, 루이 드 브로이, 베르너 하이젠베르크, 그레고어 멘델, 테오도어 보베리, 월터 서턴, 토머스 헌트 모건, 조지 웰스 비들 & 에드워드 로리 테이텀, 제럴드 제이 서스먼, 제임스 D. 왓슨 & 프랜시스 크릭, 프랑수아 자코브 & 자크 모노, 고드프리 해럴드 하디 |  |

### 동양 문학 과정
산타페 캠퍼스에는 동양 문학 석사 과정이 있으며 12달동안 세 학기에 걸쳐 진행한다. 동양 문학 과정은 유럽의 작품이 많은 학부의 교육 과정으로는 아시아의 주요 문화인 인도와 중국, 일본의 고전 문학들을 다루지 못해 만들어졌다. 학생들은 인도와 중국, 일본 문화의 철학과 종교, 문학과 관련된 글들을 읽게 된다. 공자와 노자, 장자, 맹자, 순자, 한비자, 묵자, 사마천의 역사서들, 《춘추좌씨전》, 성리학의 후대의 영향, 주희, 《서유기》, 《삼국지연의》, 이백, 왕유, 두보 등의 글을 읽고 중국의 문화를 배우며, 힌두교의 가르침과 상좌부 불교 및 대승불교, 선의 발달, 《마하바라타》, 《샤쿤탈라》, 《겐지모노가타리》, 《오쿠노 호소미치》 등을 배운다. 또한 산스크리트어나 한문을 배운다.

## 같이 보기
- 항존주의
- 산타페 연구소